# Fredrik Killander
Fredrik Wilhelm Knutsson Killander, född den 28 augusti 1893 i Stockholm, död där den 29 maj 1980, var en svensk jurist. Han var son till Knut Killander samt far till Andreas Killander och Elisabeth Killander.
Killander avlade studentexamen i Göteborg 1911 och juris kandidatexamen vid Uppsala universitet 1916. Han genomförde tingstjänstgöring i Uppsala läns norra, Tössbo och Vedbo samt Nätra och Nordingrå domsagor 1917–1920. Killander blev tillförordnad fiskal i Svea hovrätt 1920, adjungerad ledamot där 1922 och assessor 1924 (extra ordinarie 1922). Han biträdde i lagstiftningsfrågor i socialdepartementet 1925–1926 och blev byråchef i lagärenden i finansdepartementet 1929 (tillförordnad 1926). Killander blev hovrättsråd i Svea hovrätt 1930, tillförordnad revisionssekreterare samma år och häradshövding i Falu domsaga 1931. Han var ordförande i poliskollegiet i Kopparbergs län 1934–1948 och lagman i Svea hovrätt 1948–1960. Killander blev riddare av Nordstjärneorden 1929, kommendör av andra klassen av samma orden 1948 och kommendör av första klassen 1958. Han vilar i sin familjegrav på Norra begravningsplatsen utanför Stockholm.